# 新思维 (苏联)
新思维（俄语：Новое мышление）是苏联末任最高领导人，苏共中央总书记戈尔巴乔夫在1987年与经济改革一道提出的在政治、经济、军事、外交领域推行的一系列改革思想及新政策。提倡“尊重人权”、“公开性”和“多元化”，建设“人道的民主的社会主义”，并采取军事上的收缩政策，如签署《中程导弹条约》和从阿富汗撤军等。之後蘇聯進行了一系列政治及經濟改革，最終促成東歐劇變和苏联解体。

## 內容
主要包括：
- 開放政策
- 经济改革
- 军事收缩